# Chetogena rondaniana
Chetogena rondaniana är en tvåvingeart som först beskrevs av Villeneuve 1931.  Chetogena rondaniana ingår i släktet Chetogena och familjen parasitflugor. Inga underarter finns listade i Catalogue of Life.